# Chotycze (gromada)
Chotycze – dawna gromada, czyli najmniejsza jednostka podziału terytorialnego Polskiej Rzeczypospolitej Ludowej w latach 1954–1972.
Gromady, z gromadzkimi radami narodowymi (GRN) jako organami władzy najniższego stopnia na wsi, funkcjonowały od reformy reorganizującej administrację wiejską przeprowadzonej jesienią 1954 do momentu ich zniesienia z dniem 1 stycznia 1973, tym samym wypierając organizację gminną w latach 1954–1972.
Gromadę Chotycze z siedzibą GRN w Chotyczach utworzono – jako jedną z 8759 gromad – w powiecie siedleckim w woj. warszawskim, na mocy uchwały nr VI/10/18/54 WRN w Warszawie z dnia 5 października 1954. W skład jednostki weszły obszary dotychczasowych gromad Chotycze, Chotycze kolonia, Jeziory, Ławy, Łuzki, Meszki, Sewerynów i Toporów ze zniesionej gminy Świniarów w tymże powiecie. Dla gromady ustalono 14 członków gromadzkiej rady narodowej.
1 stycznia 1956 gromada weszła w skład nowo utworzonego powiatu łosickiego w tymże województwie.
31 grudnia 1959 do gromady Chotycze przyłączono wsie Popławy i Różowa ze znoszonej gromady Czeberaki w tymże powiecie.
Gromadę zniesiono 1 stycznia 1969 a jej obszar wszedł w skład nowo utworzonej gromady Łosice w tymże powiecie.